# Utagawa Kunisada III
Pour les articles homonymes, voir Utagawa.
Utagawa Kunisada III (歌川国貞) (1848-1920) est un peintre de ukiyo-e de l'école Utagawa, spécialisé dans les yakusha-e (portraits d'acteurs de kabuki). Il commence sa formation à l'âge de 10 ans auprès de  Utagawa Kunisada I et la poursuit avec Kunisada II après la mort de leur maître.
Il signe d'abord ses estampes du nom de « Kunimasa » ou « Baidō Kunimasa ». Vers 1889, il commence à les signer « Kunisada », «Baidō Kunisada » ou « Kōchōrō Kunisada ». En 1892, il signe « Hōsai », « Kōchōrō Hōsai », « Baidō Hōsai » et « Utagawa Hōsai ».